# Douglas C-124 Globemaster II
Douglas C-124 Globemaster II — американский тяжёлый военно-транспортный самолёт, построенный компанией Douglas Aircraft Company в Лонг-Бич, Калифорния.

## Разработка
Самолёт разрабатывался с 1947 по 1949 год, в соответствии со сформированными требованиями ВВС США к стратегическому транспортному самолёту. Самолёт был создан на базе Douglas C-74 Globemaster. Douglas C-124 Globemaster II был оснащен четырьмя поршневыми двигателями R-4360 мощностью 3800 л. с. каждый. Самолёт мог перевозить танки, оружие, грузовики и другую тяжёлую технику, а в качестве пассажирского перевозчика он мог перевозить 200 полностью экипированных военнослужащих на своих двойных палубах или 127 пациентов с носилками и медицинский персонал.
Первый полёт C-124 состоялся 27 ноября 1949 года.

## Эксплуатация
Первые поставки 448 серийных самолётов начались в мае 1950 года и продолжались до 1955 года. С-124 использовался во время Корейской войны, и для операции Deep Freeze в Антарктиде. Всего в ходе Корейской войны был потерян 1 самолет. также широко использовался во время войны во Вьетнаме. До тех пор, пока C-5A не стал эксплуатироваться, C-124 и C-133 Cargomaster были единственными доступными самолётами, которые могли перевозить большие грузы. Эксплуатация продолжалась до 1970-х гг., пока на смену не пришёл C-5A.

## Технические характеристики
Общие характеристики:
- Экипаж: 6 или 7 человек.
- Вместимость: 200 военнослужащих / 123 пациента (или 45 амбулаторных пациентов и 15 медицинских работников). Максимальная полезная нагрузка 34 000 кг.
- Длина: 39,75 м.
- Размах крыльев: 53,073 м.
- Высота: 14,719 м.
- Площадь крыла: 232,8 м 2.
- Максимальный взлётный вес: 88 224 кг.
- Двигатели: 4 × Pratt & Whitney R-4360-63A Wasp Major, 3800 л. с. каждый.
- Максимальная скорость: 520 км/ч.
- Крейсерская скорость: 429 км/ч.
- Практическая дальность: 11 000 км
- Дальность действия: 6500 км
- Практический потолок: 8000 м

## Аварии и катастрофы
По данным портала Aviation Safety Network, по состоянию на 8 июня 2020 года, в различных авариях и катастрофах было потеряно 62 самолёта. При этом погибли 590 человек. Крупнейшей по числу жертв стала Катастрофа C-124 в Татикаве, произошедшая 18 июня 1953 года в Японии.

## Сохранившиеся экземпляры
Южная Корея
- C-124 — аэрокосмический музей в Сачхоне[4].

США
- C-124A — музей при базе ВВС США Довер (Довер, Делавэр)[5].
- C-124C — музей авиации при базе ВВС США Робинс (Уорнер-Робинс, Джордия).
- C-124C — музей авиации при базе ВВС США Маккорд (Лейквуд, Вашингтон). Данный самолёт совершил последний полёт среди всех C-124 (9 октября 1986 года)[6].
- C-124C — музей авиации при базе ВВС США (Фэрфилд, Калифорния)[7].
- C-124C — аэрокосмический музей Пима (Тусон, Аризона)[8].
- C-124C — Национальный музей Военно-воздушных сил США  (Райт-Паттерсон, Огайо).
- C-124C — стоянка в качестве экспоната на базе ВВС США Чарлстон (Чарлстон, Южная Каролина)[9].
- C-124C — аэрокосмический музей Хилл (база ВВС США Хилл, Юта).